# تشارلز فريدريك كريسب
تشارلز فريدريك كريسب هو محامي وقاضي وسياسي أمريكي، ولد في 29 يناير 1845 في شفيلد في المملكة المتحدة، وتوفي في 23 أكتوبر 1896 في أتلانتا في الولايات المتحدة. نشط حزبياً في الحزب الديمقراطي. وقد انتخب الناطق باسم مجلس النواب الأمريكي (8 ديسمبر 1891 – 4 مارس 1895) وانتخب عضو مجلس النواب الأمريكي ‏ (4 مارس 1883 – 23 أكتوبر 1896).